# Conquête d'Andrinople
Pour les articles homonymes, voir Bataille d'Andrinople.
Guerre entre les Ottomans et l'empire byzantin
Batailles
- Bapheus
- Campagne catalane
- Bursa
- Pélékanon
- Nicée
- Nicomédie
- 1re Gallipoli
- 2e Gallipoli
- Philadelphie
- 1re Constantinople
- 2e Constantinople
- 3e Constantinople
- 4e Constantinople
- Thessalonique
- Bosphore
- 5e Constantinople

La conquête d'Andrinople par les Turcs s'est déroulée à une date incertaine dans les années 1360, dans des circonstances discutées.
Andrinople, une grande ville byzantine de Thrace est finalement devenue la capitale ottomane, jusqu'à la chute de Constantinople en 1453.

## Contexte
À la suite de la chute de Gallipoli par les Ottomans en 1354, l'expansion turque dans le sud des Balkans fut rapide. Bien qu'ils aient dû interrompre leur avance pendant l'enlèvement de Şehzade Halil entre 1357 et 1359, après le sauvetage de Halil, ils ont repris leur avance. La cible principale de l'avancée était Andrinople, qui était la troisième ville byzantine la plus importante (après Constantinople et Thessalonique). Que ce soit sous contrôle ottoman ou en tant que bandes de guerriers ghazi ou akinji indépendants, les Turcs s'emparèrent de Demotika (Didymoteicho) en 1360 ou 1361 et de Filibe (Philippopolis) en 1363,.
Malgré la reconquête de Gallipoli au profit de Byzance en 1366 un nombre croissant de guerriers turcomanes passèrent d'Anatolie en Europe, acquérant progressivement le contrôle des plaines de Thrace et poussant vers les montagnes des Rhodopes à l'ouest et les principautés bulgares du nord.

## Chute d'Andrinople
La date de la chute d'Andrinople aux Turcs a été contestée parmi les savants en raison des récits différents dans le matériel source, avec les années 1361 à 1362, 1367 et 1371 différemment proposées. À la suite de sources datant de longtemps après les événements, une bourse d'études antérieure a généralement placé la conquête entre 1361 et 1363, conformément au rapport dans les sources ottomanes qu'une éclipse solaire s'est produite l'année de la chute d'Andrinople. Ainsi, des sources turques ultérieures rapportent que Lala Şâhin Pacha a vaincu le dirigeant byzantin (tekfur) de la ville lors d'une bataille à Sazlidere au sud-est de la ville, le forçant à fuir secrètement en bateau. Les habitants, livrés à leur sort, acceptèrent de rendre la ville en juillet 1362 en échange d'une garantie de liberté pour continuer à vivre dans la ville comme auparavant.
Basé sur l'examen d'Elisabeth Zachariadou des sources byzantines précédemment non prises en compte, la plupart des érudits modernes ont avancé l'idée que la ville a été capturée en 1369,,. Ainsi, un poème de l'évêque métropolitain de la ville à l'empereur Jean V Paléologue montre qu'Andrinople était encore byzantine à Noël 1366, tandis qu'une série de courtes chroniques byzantines situent la date de sa capture en 1369,. En outre, les érudits modernes estiment que la capture d'Andrinople n'a peut-être pas été effectuée par des Turcs ottomans, mais par d'autres parmi les nombreux groupes akinji opérant indépendamment dans la région,.

### Conséquences
La ville, maintenant rebaptisée Edirne, a été reprise et a continué pendant un certain temps à être administrée par Lala Shahin Pacha, tandis que le sultan Mourad Ier a tenu sa cour dans l'ancienne capitale à Bursa et n'est entré dans la ville qu'à l'hiver 1376/7,, quand l'empereur Andronic IV Paléologue céda Gallipoli à Mourad en échange de son aide dans une guerre civile dynastique.
Edirne n'est pas devenue immédiatement la capitale des Ottomans; Le tribunal de Mourad a continué à résider à Bursa et à Demotika, ainsi qu'à Edirne. Néanmoins, la ville devint rapidement le principal centre militaire ottoman dans les Balkans et c'est là que Suleyman Bey, l'un des prétendants au trône ottoman pendant l'Interrègne ottoman de 1402–1413, déplaça le trésor public.
La conquête d'Andrinople a été un tournant dans l'histoire des Ottomans en Europe : avant cela, les peuples des Balkans les avaient considérés comme des pillards de passage, comme tant d'autres qui les ont précédés au cours des siècles précédents. Au lieu de cela, la transformation d'Andrinople en la nouvelle capitale ottomane d'Edirne a signalé à la population locale que les Ottomans avaient l'intention de s'installer définitivement en Europe.

### Sources
- (en) John Van Antwerp Fine, The Late Medieval Balkans: A Critical Survey from the Late Twelfth Century to the Ottoman Conquest, Ann Arbor (Michigan), University of Michigan Press, 1994 (1re éd. 1987) (ISBN 0-472-08260-4, lire en ligne)
- (tr) Halil İnalcık, Kuruluş Dönemi Osmanlı Sultanları, İSAM, 1994 (ISBN 978-605-5586-06-5)
- (en) Elizabeth Zachariadou, « The Conquest of Adrianople by the Turks », Studii Veneziani, vol. 12,‎ 1970, p. 211–217